# Isopterygium pseudolatebricola
Isopterygium pseudolatebricola là một loài Rêu trong họ Hypnaceae. Loài này được (Kindb.) Kindb. mô tả khoa học đầu tiên năm 1894.